# Задушнице
Задушнице су црквени празник када хришћани посећују гробове својих ближњих и узносе молитве Богу за њих. Увек падају у суботу. Изузетак су васкршње задушнице.
Најважнији помен за преминуле је Проскомидија која се служи на свакој Светој Литургији. Поред ових помињања и молитви за преминуле, Црква је установила посебне дане кад се сећамо наших драгих покојника и обилазимо њихове гробове.
Српска православна црква прописала је посебне дане који су посвећени молитви за умрле.

## Начин обележавања
Задушнице обележавају сећање дана одвајања духа од тела, члана Цркве. Увек падају у суботу, јер је то и иначе, у току читаве године, дан кад се сећамо преминулих. 
На задушнице се обавезно излази на гробље. Тада се обавља парастос или помен. Освећује се жито, прекађује гроб и пале свеће за покој душа умрлих. Обавезно се уређује гроб.
Кољиво или кувано жито се носи у парохијски или манастирски храм, као и на гробље. На дан задушница се служи Света Литургија, и тада свештеник вином прелива жито, а после службе се иде до гробова покојника. Поред гробова се пале свеће, а свештеник обави обред и окади гробове. Ако су покојници сахрањени далеко и није могуће отићи на њихове гробове, читав обред се служи у храму.
- Жито симболично подсећа на Христове речи да зрно тек кад умре род доноси, и то не у земном мраку, него у светлости сунца. Жито је симбол смртног тела и бесмртне душе у светлости Царства небеског.
- Црно вино, којим свештеник прелива жито, означава Божије милосрђе којим се залечују ране греха.
- Свећа је симбол светлости Христове. Он је рекао: Ја сам светлост свету. Та светлост треба да подсети на светлост којом Христос обасјава душе преминулих. Свећа је малена жртва Богу, који се за нас жртвовао.
- Даће и подушја се не дају да се „нахрани“ покојник, односно, да душа његова „једе“, него да се сиротиња нахрани и у молитвама помене покојника.
- На задушнице се дели милостиња. Постоји још један вид милостиње који је код нас заборављен: духовна милостиња. Духовна милостиња је поклањање духовних књига.

## Датуми обележавања
Задушнице се обележавају пет пута годишње:
- Зимске задушнице - обележавају се у суботу пред Месне покладе
- Пролећне - називају се и васкршње јер се обележавају у други понедељак по Васкрсу (Побусани понедељак)
- Летње задушнице - обележавају се у суботу пред Духове
- Михољданске задушнице - обележавају се пред Михољдан
- Јесење задушнице - називају се другачије и митровске задушнице јер обележавају у суботу пред Митровдан